# 120 mm moździerz M120

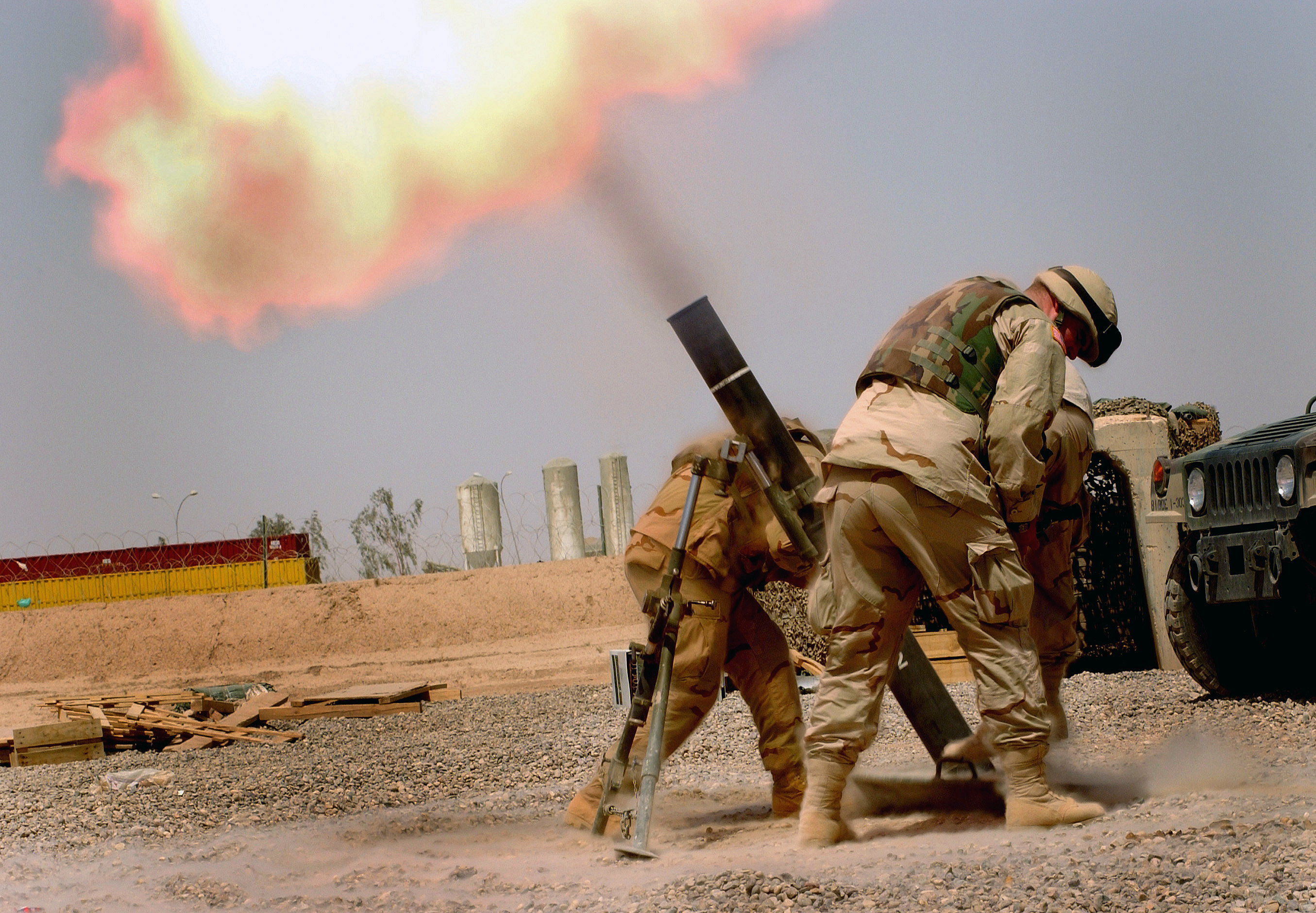
Amerykańscy żołnierze strzelający z moździerza M120 w Iraku, 21 maja 2004 roku.

M120 – amerykański ciężki moździerz kalibru 120 mm, używany przez jednostki piechoty zmotoryzowanej armii Stanów Zjednoczonych.

## Opis
M120 powstał w celu zastąpienia dotychczas używanego moździerza M30 kalibru 107 mm. W przeciwieństwie do swojego poprzednika jest to broń gładkolufowa, strzelająca pociskami stabilizowanymi brzechwowo. Przystosowany jest do holowania przez M998 HMMWV na specjalnym wózku transportowym. Moździerz ten ma wystarczającą siłę ognia, żeby razić typowe rodzaje celów na terenie miejskim. Pocisk jest w stanie przebić się przez dachy budynków i spowodować duże zniszczenia swoją siłą eksplozji. Co najmniej 0,5 m ziemi lub piasku może zapewnić skuteczną ochronę przed odłamkami pocisku upadającego w promieniu 3 metrów. Natomiast bezpośrednie trafienie jest równoważne z wybuchem 4,5 kg TNT, co jest wystarczającą siłą, aby niszczyć elementy fortyfikacji zbudowane z powszechnie dostępnych materiałów.

## Dane taktyczno - techniczne
- zasięg maksymalny - 7200 metrów
- zasięg minimalny - 200 metrów
- maksymalna szybkostrzelność - 16 pocisków na minutę
- szybkostrzelność przy poprawkach celownika- 4 pociski na minutę
- obsługa - 5 osób

## Konstrukcja
Moździerz M120 składa się z następujących elementów (masa danego elementu podana w nawiasach:
- zespołu lufy M298 (50 kg)
- zespołu dwójnogu wraz z mechanizmem celowniczym M190 (32 kg)
- płyty oporowej M9 (62 kg)
- wózka holowniczo - transportowego M1100 (153 kg)

## Amunicja
Do strzelań wykorzystuje się amunicję odłamkową, oświetlającą, dymną i ćwiczebną:
- M933 HE (High Explosive) - odłamkowa
- M929 Smk (Smoke) - dymna
- XM930 i XM983 Illum (Illumination) - oświetlająca
- XM931 Prac (Practise) - ćwiczebna